# La Comella
La Comella est une route de montagne de la chaîne des Pyrénées située en Andorre, à proximité d'Andorre-la-Vieille.

## Cyclisme sur route
La côte a été empruntée par le Tour de France 2016 ainsi que par le Tour d'Espagne 2015, 2017 et 2019.

### Profil
Depuis Andorre-la-Vieille, l'ascension est longue de 4,3 km et présente une pente moyenne de 7,9 % avec des passages atteignant les 13 %. Le dénivelé positif est de 341 m.
Depuis Escaldes-Engordany, l'ascension est longue de 4,1 km avec une pente moyenne de 5,8 %. La Comella fait partie de la route CS-101.

### Tour de France
| Édition             | Étape                       | Coureur en tête |
| ------------------- | --------------------------- | --------------- |
| Tour de France 2016 | 9e étape (Vielha - Arcalis) | Thomas De Gendt |

### Tour d'Espagne
| Édition             | Étape                                                | Coureur en tête    |
| ------------------- | ---------------------------------------------------- | ------------------ |
| Tour d'Espagne 2015 | 11e étape (Andorre-la-Vieille - Encamp)              | Mikel Landa        |
| Tour d'Espagne 2017 | 3e étape (Prades - Andorre-la-Vieille)               | Christopher Froome |
| Tour d'Espagne 2019 | 9e étape (Andorre-la-Vieille - Els Cortals d'Encamp) | Geoffrey Bouchard  |